# Protospacer Adjacent Motif
Protospacer adjacent Motif (PAM, ‚Vorabstandshalter-angrenzendes Motiv‘ bzw. Protospacer-Nachbarmotiv) ist in der Biochemie ein Sequenzmotiv von DNA, an das die Endonucleasen vom Typ Cas binden.

## Eigenschaften
Das PAM besteht aus 2 bis 6 Nukleotiden. Das PAM ist die Bindungsstelle für Cas auf der zu schneidenden DNA. Cas9 kommt sowohl in der antiviralen Abwehr von Bakterien (CRISPR), als auch im Zuge der CRISPR/Cas-Methode zum Genome Editing vor. Ohne eine PAM hinter der zu schneidenden Sequenz erfolgt kein Schnitt der DNA. In bakteriellen Genomen kommt das PAM nicht in Kombination mit Erkennungssequenzen vor, weshalb es in Bakterien zur Erkennung fremder DNA dient. Die von Cas9 aus Streptococcus pyogenes gebundene Sequenz ist 5'-NGG-3', mit N als beliebige Nukleinbase gefolgt von zwei Guaninen. Die Sequenz des PAM unterscheidet sich zwischen den Cas9-Varianten Streptococcus pyogenes und Neisseria meningitidis, Treponema denticola und Streptococcus thermophilus. Daneben kann auch ein Schnitt vor der Sequenz 5'-NGA-3' mit A als Adenosin erfolgen. Das PAM für Cas12b aus Alicyclobacillus acidoterrestris besitzt die Sequenz 5'-TTN-3'.
Ansätze des Protein-Engineering zur Erweiterung der Substratspezifität von Cas9 durch Veränderung der PAM-Bindungsstelle wurden untersucht. Das Cas9 von Francisella novicida wurde verändert, so dass die PAM 5'-YG-3' mit Y als ein beliebiges Pyrimidin erkannt wird und ein Schnitt erfolgt. Das Cas12a (vormals Cpf1) von Francisella novicida bindet die PAM 5'-TTTN-3' mit T als Thymidin oder 5'-YTN-3'. Cas13 Proteine, wie Cas13a  von Leptotrichia shahii (vormals C2c2), binden und schneiden RNA anstatt DNA und binden zum Teil an eine Protospacer Flanking Site (PFS) anstatt an ein PAM. Diese PFS besteht bei Cas13a von Leptotrichia shahii zum Beispiel aus einem beliebigen Nukleotid außer Guanosin. Es wurde jedoch gezeigt, dass Cas13 Proteine anderer Spezies keine PFS zur Bindung benötigen.